# Mistrzostwa Europy w Piłce Ręcznej Mężczyzn 2022
Mistrzostwa Europy w Piłce Ręcznej Mężczyzn 2022 – piętnaste mistrzostwa Europy w piłce ręcznej mężczyzn, oficjalny międzynarodowy turniej piłki ręcznej o randze mistrzostw kontynentu organizowany przez EHF, mający na celu wyłonienie najlepszej męskiej reprezentacji narodowej w Europie. Odbywał się w dniach od 13 do 30 stycznia 2022 roku na Węgrzech i Słowacji. W turnieju wzięły udział dwadzieścia cztery zespoły. Automatyczny awans do mistrzostw uzyskały reprezentacje obu gospodarzy oraz finaliści poprzedniej edycji, o pozostałe miejsca odbywały się natomiast trzyetapowe eliminacje. Turniej służył jako jedna z kwalifikacji do Mistrzostw Świata 2023 oraz do kolejnych mistrzostw Europy.
Niespodzianką pierwszej części turnieju był brak awansu do fazy zasadniczej celujących w zdobycie medalu Węgrów. Do półfinałów awansowały Dania i Francja oraz Szwecja i po raz szósty z rzędu Hiszpania, a każdy z tych zespołów zaliczył podczas turnieju porażkę. Finał rozegrał się między dwoma zespołami z drugiej grupy fazy zasadniczej. Tytuł po raz piąty w historii zdobyła reprezentacja Szwecji, która w finale pokonała obrońców tytułu, Hiszpanów, dzięki celnemu karnemu w ostatniej akcji meczu, brąz po dogrywce przypadł zaś Danii. Wyrównany także był pojedynek o piątą lokatę, który na swoją korzyść rozstrzygnęli Norwegowie tuż przed syreną oznaczającą koniec dogrywki. Zapewnili sobie tym samym awans na mistrzostwa świata wraz z Hiszpanami i Francuzami. Trzy najlepsze zespoły – prócz Szwecji, Polski i Danii – uzyskały awans na MŚ 2023, a przedstawiciel triumfatorów Jim Gottfridsson został wybrany najlepszym zawodnikiem czempionatu po raz drugi w karierze.
Po zakończonym turnieju EHF opublikowała statystyki indywidualne i drużynowe.

## Wybór organizatora
Pod koniec marca 2017 roku Europejska Federacja Piłki Ręcznej ustaliła ramy czasowe wyboru organizatora – zgodnie z nim do 1 maja 2017 roku przyjmowane były wstępne zainteresowania organizacją mistrzostw, ostateczny termin składania oficjalnych aplikacji upływał 1 listopada 2017 roku, zaś decyzja, po przeprowadzonych inspekcjach i zatwierdzeniu kandydatur przez Zarząd EHF, miała zostać podjęta na kongresie tej organizacji w Glasgow w czerwcu 2018 roku. W wyznaczonym terminie wpłynęło sześć propozycji – dwie kandydatury pojedynczych państw i cztery wspólne, a oficjalne aplikacje złożyły Węgry wraz ze Słowacją, Dania wraz ze Szwajcarią oraz Belgia wraz z Francją i Hiszpanią. Organizacja turnieju została przyznana wspólnej kandydaturze węgiersko-słowackiej, która została uznana za lepszą od potrójnej zachodnioeuropejskiej propozycji, Duńczycy i Szwajcarzy wycofali się bowiem przed głosowaniem.

## Informacje ogólne
Początkowo te mistrzostwa miały być pierwszymi rozegranymi w obsadzie rozszerzonej do dwudziestu czterech zespołów, ostatecznie jednak zmianę tę przeprowadzono już w edycji 2020. W połowie stycznia 2021 roku opublikowano ramowy harmonogram rozgrywek uwzględniający dodatkowe dni wolne, w maju natomiast szczegółowy, nieznaczne jego zmiany wprowadzono też później. Dwadzieścia cztery uczestniczące reprezentacje zostały podzielone na sześć czterozespołowych grup rywalizujących systemem kołowym, a po dwa najlepsze z każdej z grup awansowały do fazy zasadniczej. W niej, zachowując punkty z pierwszej fazy, walczyły w dwóch sześciozespołowych grupach o dwa czołowe miejsca premiowane awansem do półfinałów, zespoły z miejsc trzecich zmierzyły się zaś w meczu o piąte miejsce.
Logo zawodów przedstawiono w styczniu 2020 roku, oficjalną turniejową piłkę przedstawiono w maju 2021 roku, a ich oficjalną piosenkę – zatytułowaną Fight, którą wykonywała Magdi Rúzsa – w listopadzie 2021 roku, w tym samym miesiącu zaprezentowano też zestaw medali tej imprezy. Maskotka zawodów została nazwana "Tricky", wybrana spośród trzech propozycji nominowanych przez organizatorów. Przy organizacji zawodów w samych tylko Węgrzech pomagało około 750 wolontariuszy.
Pierwsza partia biletów – na mecze w Budapeszcie – trafiła do sprzedaży równo rok przed rozpoczęciem mistrzostw, na początku lutego dołączyły do niej obydwie hale na Słowacji, zaś trzy miesiące później pozostałe dwa węgierskie obiekty. Całodniowe wejściówki na każdą z hal dostępne były od początku września, zaś ostatnia transza na wszystkie obiekty została uruchomiona w połowie listopada.
Transmisje telewizyjne były dostępne za pośrednictwem kilkudziesięciu stacji z całego świata w 114 terytoriach, a oprócz mediów społecznościowych i serwisów strumieniowych używanych dotychczas przez EHF po raz pierwszy angażowano też fanów w serwisie Twitch. Oficjalna aplikacja zawodów oferowała natomiast dostęp do dedykowanych treści, możliwość głosowania na drużynę gwiazd czy też typowania wyników spotkań. Włodarze europejskiego związku wyrazili następnie zadowolenie z wyników oglądalności telewizyjnych i internetowych, ściągnięć aplikacji czy też odsłon w mediach społecznościowych.
W związku z pandemią COVID-19 wprowadzono regulacje dotyczące szczepień, testów, kwarantanny itd.. Po raz pierwszy z powtórek wideo mogli korzystać także sędziowie stolikowi

## Obiekty
Pierwotnie spotkania mistrzostw planowano rozgrywać również w hali w Veszprémie, została ona jednak zastąpiona przez nowo budowaną arenę w Budapeszcie, która została oddana do użytku w grudniu 2021 roku. Dodatkowo miesiąc wcześniej zakończono renowację hali w Debreczynie.
Z uwagi na pandemię COVID-19 w słowackich obiektach liczba kibiców została ograniczona do 25% pojemności hali, takie ograniczenie nie obowiązywały na Węgrzech.
| Budapeszt                 | Segedyn                   | Debreczyn                    |
| ------------------------- | ------------------------- | ---------------------------- |
| MVM Dome                  | Pick Aréna                | Főnix Aréna                  |
| Pojemność: 20 022         | Pojemność: 8143           | Pojemność: 6500              |
|                           |                           |                              |
| BratysławaKoszyce         | BratysławaKoszyce         | Bratysława                   |
| BratysławaKoszyce         | BratysławaKoszyce         | Zimný štadión Ondreja Nepelu |
| BratysławaKoszyce         | BratysławaKoszyce         | Pojemność: 10 050            |
| BratysławaKoszyce         | BratysławaKoszyce         |                              |
| BudapesztDebreczynSegedyn | BudapesztDebreczynSegedyn | Koszyce                      |
| BudapesztDebreczynSegedyn | BudapesztDebreczynSegedyn | Steel Aréna                  |
| BudapesztDebreczynSegedyn | BudapesztDebreczynSegedyn | Pojemność: 8350              |
| BudapesztDebreczynSegedyn | BudapesztDebreczynSegedyn |                              |

## Zespoły
| Reprezentacja        | Podstawa kwalifikacyjna              | Mistrzostwa Europy 2020 |
| -------------------- | ------------------------------------ | ----------------------- |
| Węgry                | Gospodarz                            | 9. miejsce              |
| Słowacja             | Gospodarz                            | –                       |
| Hiszpania            | Mistrzostwa Europy 2020 – 1. miejsce | 1. miejsce              |
| Chorwacja            | Mistrzostwa Europy 2020 – 2. miejsce | 2. miejsce              |
| Serbia               | 1. miejsce w 1 grupie eliminacyjnej  | 20. miejsce             |
| Francja              | 2. miejsce w 1 grupie eliminacyjnej  | 14. miejsce             |
| Niemcy               | 1. miejsce w 2 grupie eliminacyjnej  | 5. miejsce              |
| Austria              | 2. miejsce w 2 grupie eliminacyjnej  | 8. miejsce              |
| Rosja                | 1. miejsce w 3 grupie eliminacyjnej  | 22. miejsce             |
| Czechy               | 2. miejsce w 3 grupie eliminacyjnej  | 12. miejsce             |
| Portugalia           | 1. miejsce w 4 grupie eliminacyjnej  | 6. miejsce              |
| Islandia             | 2. miejsce w 4 grupie eliminacyjnej  | 11. miejsce             |
| Słowenia             | 1. miejsce w 5 grupie eliminacyjnej  | 4. miejsce              |
| Holandia             | 2. miejsce w 5 grupie eliminacyjnej  | 17. miejsce             |
| Norwegia             | 1. miejsce w 6 grupie eliminacyjnej  | 3. miejsce              |
| Białoruś             | 2. miejsce w 6 grupie eliminacyjnej  | 10. miejsce             |
| Dania                | 1. miejsce w 7 grupie eliminacyjnej  | 13. miejsce             |
| Macedonia Północna   | 2. miejsce w 7 grupie eliminacyjnej  | 15. miejsce             |
| Szwecja              | 1. miejsce w 8 grupie eliminacyjnej  | 7. miejsce              |
| Czarnogóra           | 2. miejsce w 8 grupie eliminacyjnej  | 18. miejsce             |
| Bośnia i Hercegowina | Ranking drużyn z trzecich miejsc     | 23. miejsce             |
| Polska               | Ranking drużyn z trzecich miejsc     | 21. miejsce             |
| Ukraina              | Ranking drużyn z trzecich miejsc     | 19. miejsce             |
| Litwa                | Ranking drużyn z trzecich miejsc     | –                       |

## Losowanie grup
Jeszcze w trakcie trwania eliminacji organizatorzy ogłosili procedurę losowania grup turnieju głównego, zastrzegając sobie prawo do rozstawienia po jednej drużynie w każdej z grup. Po zakończeniu eliminacji zaktualizowano tę procedurę, a losowanie grup zostało zaplanowane na 6 maja 2021 roku w Budapeszcie. Przed nim drużyny zostały podzielone na cztery koszyki na podstawie wyników osiągniętych podczas Mistrzostw Europy 2020 i eliminacji do ME 2022:
- koszyk 1: mistrz i wicemistrz ME 2020; cztery najlepsze drużyny z kwalifikacji
- koszyk 2: Węgry; cztery pozostałe drużyny, które zajęły 1. miejsca w kwalifikacjach; najlepsza z drużyn, które zajęły 2. miejsca w kwalifikacjach
- koszyk 3: Słowacja; pięć drużyn, które zajęły 2. miejsca w kwalifikacjach
- koszyk 4: dwie drużyny, które zajęły 2. miejsca w kwalifikacjach; cztery zespoły spośród tych, które zajęły 3. miejsce w kwalifikacjach.

| Koszyk 1   |
| ---------- |
| Hiszpania  |
| Chorwacja  |
| Norwegia   |
| Słowenia   |
| Niemcy     |
| Portugalia |

| Koszyk 2 |
| -------- |
| Szwecja  |
| Węgry    |
| Rosja    |
| Dania    |
| Serbia   |
| Austria  |

| Koszyk 3           |
| ------------------ |
| Słowenia           |
| Białoruś           |
| Islandia           |
| Czechy             |
| Francja            |
| Macedonia Północna |

| Koszyk 4             |
| -------------------- |
| Holandia             |
| Czarnogóra           |
| Ukraina              |
| Polska               |
| Bośnia i Hercegowina |
| Litwa                |

W wyniku transmitowanego w Internecie losowania, które przeprowadzili Rodrigo Corrales, Bence Bánhidi, Luka Stepančić i Marián Žernovič, wyłonionych zostało sześć czterozespołowych grup pierwszej fazy turnieju.
| Grupa A Debreczyn  |
| ------------------ |
| Słowenia           |
| Dania              |
| Macedonia Północna |
| Czarnogóra         |

| Grupa B Budapeszt |
| ----------------- |
| Portugalia        |
| Węgry             |
| Islandia          |
| Holandia          |

| Grupa C Segedyn |
| --------------- |
| Chorwacja       |
| Serbia          |
| Francja         |
| Ukraina         |

| Grupa D Bratysława |
| ------------------ |
| Niemcy             |
| Austria            |
| Białoruś           |
| Polska             |

| Grupa E Bratysława   |
| -------------------- |
| Hiszpania            |
| Szwecja              |
| Czechy               |
| Bośnia i Hercegowina |

| Grupa F Koszyce |
| --------------- |
| Norwegia        |
| Rosja           |
| Słowacja        |
| Litwa           |

## Składy
Szerokie składy liczące maksymalnie trzydziestu pięciu zawodników zostały ogłoszone przez EHF 3 grudnia 2021 roku. Na dzień przed rozpoczęciem zawodów reprezentacje podadzą oficjalne szesnastoosobowe składy, z którego w trakcie turnieju mogą wymienić maksymalnie dwóch zawodników w każdej fazie: grupowej, pucharowej i podczas finałowego weekendu. Liczba zawodników w turniejowym składzie została następnie zwiększona do dwudziestu, z czego czterech było skreślanych na godzinę przed każdym meczem, a jeszcze przed rozpoczęciem zawodów wprowadzono poprawkę do regulaminu, która zezwalała na udział w mistrzostwach zawodników spoza pierwotnego szerokiego składu w specjalnych okolicznościach i za zgodą kierownictwa turnieju.
W mistrzostwach mogli wziąć udział jedynie zawodnicy zaszczepieni przeciw COVID-19 lub ozdrowieńcy. Dodatkowo podczas trwania turnieju co dwa dni były przeprowadzane testy PCR.

## Sędziowie
Listę osiemnastu par sędziowskich wyznaczonych do czuwania nad przebiegiem zawodów EHF opublikowała 10 września 2021 roku, zaznaczając jednocześnie, że liczba ta będzie zmniejszona w kolejnych fazach turnieju. Dodatkowe dwie pary arbitrów – francuska i norweska – zostały nominowane 10 stycznia 2022 roku. Przypisywane były one do poszczególnych meczów przed każdym dniem zawodów.
- Radojko Brkic i Andrei Jusufhodzic
- Matija Gubica i Boris Milošević
- Ivan Pavićević i Miloš Ražnatović
- Václav Horáček i Jiří Novotný
- Mads Hansen i Jesper Madsen
- Charlotte Bonaventura i Julie Bonaventura
- Andreu Marín i Ignacio García
- Jónas Elíasson i Anton Pálsson
- Vaidas Mažeika i Mindaugas Gatelis
- Sławe Nikołow i Ǵorǵi Naczewski
- Robert Schulze i Tobias Tönnies
- Lars Jørum i Håvard Kleven
- Duarte Santos i Ricardo Fonseca
- Bogdan Stark i Romeo Ștefan
- Nenad Nikolić i Dušan Stojković
- Boris Mandák i Mário Rudinský
- Bojan Lah i David Sok
- Arthur Brunner i Morad Salah
- Mirza Kurtagic i Mattias Wetterwik
- Ádám Bíró i Olivér Kiss

## Faza wstępna

### Grupa A
| 13 stycznia 202218:00 | Słowenia       | 27:25(13:10) | Macedonia Północna  | Főnix Aréna, Debreczyn Widzów: 2034 Sędzia: Radojko Brkic, Andrei Jusufhodzic |
| 13 stycznia 202218:00 | Jure Dolenec 5 | 27:25(13:10) | 8 Cwetan Kuzmanoski | Főnix Aréna, Debreczyn Widzów: 2034 Sędzia: Radojko Brkic, Andrei Jusufhodzic |
| 13 stycznia 202218:00 | 6× · 1× · 1×   | 27:25(13:10) | 2×                  | Főnix Aréna, Debreczyn Widzów: 2034 Sędzia: Radojko Brkic, Andrei Jusufhodzic |

| 13 stycznia 202220:30 | Dania            | 30:21(18:10) | Czarnogóra       | Főnix Aréna, Debreczyn Widzów: 2142 Sędzia: Bogdan Stark, Romeo Ștefan |
| 13 stycznia 202220:30 | Mikkel Hansen 10 | 30:21(18:10) | 7 Branko Vujović | Főnix Aréna, Debreczyn Widzów: 2142 Sędzia: Bogdan Stark, Romeo Ștefan |
| 13 stycznia 202220:30 | 4×               | 30:21(18:10) | 5× · 1×          | Főnix Aréna, Debreczyn Widzów: 2142 Sędzia: Bogdan Stark, Romeo Ștefan |

| 15 stycznia 202218:00 | Macedonia Północna | 24:28(16:17) | Czarnogóra                     | Főnix Aréna, Debreczyn Widzów: 2625 Sędzia: Mindaugas Gatelis, Vaidas Mažeika |
| 15 stycznia 202218:00 | Martin Wełkowski 6 | 24:28(16:17) | 6 Miloš Vujović 6 Božo Anđelić | Főnix Aréna, Debreczyn Widzów: 2625 Sędzia: Mindaugas Gatelis, Vaidas Mažeika |
| 15 stycznia 202218:00 | 2× · 1×            | 24:28(16:17) | 5× · 3×                        | Főnix Aréna, Debreczyn Widzów: 2625 Sędzia: Mindaugas Gatelis, Vaidas Mažeika |

| 15 stycznia 202220:30 | Słowenia          | 23:34(14:16) | Dania           | Főnix Aréna, Debreczyn Widzów: 3812 Sędzia: Andreu Marín, Ignacio García |
| 15 stycznia 202220:30 | Borut Mačkovšek 6 | 23:34(14:16) | 8 Mikkel Hansen | Főnix Aréna, Debreczyn Widzów: 3812 Sędzia: Andreu Marín, Ignacio García |
| 15 stycznia 202220:30 | 5×                | 23:34(14:16) | 4× · 1×         | Főnix Aréna, Debreczyn Widzów: 3812 Sędzia: Andreu Marín, Ignacio García |

| 17 stycznia 202218:00 | Czarnogóra       | 33:32(16:19) | Słowenia                      | Főnix Aréna, Debreczyn Widzów: 1203 Sędzia: Mirza Kurtagic, Mattias Wetterwik |
| 17 stycznia 202218:00 | Branko Vujović 9 | 33:32(16:19) | 6 Jure Dolenec 6 Tilen Kodrin | Főnix Aréna, Debreczyn Widzów: 1203 Sędzia: Mirza Kurtagic, Mattias Wetterwik |
| 17 stycznia 202218:00 | 6× · 1×          | 33:32(16:19) | 5× · 1×                       | Főnix Aréna, Debreczyn Widzów: 1203 Sędzia: Mirza Kurtagic, Mattias Wetterwik |

| 17 stycznia 202220:30 | Macedonia Północna | 21:31(11:15) | Dania               | Főnix Aréna, Debreczyn Widzów: 1561 Sędzia: Boris Mandák, Mário Rudinský |
| 17 stycznia 202220:30 | Żarko Peszewski 6  | 21:31(11:15) | 9 Niclas Kirkeløkke | Főnix Aréna, Debreczyn Widzów: 1561 Sędzia: Boris Mandák, Mário Rudinský |
| 17 stycznia 202220:30 | 3×                 | 21:31(11:15) | 2× · 1×             | Főnix Aréna, Debreczyn Widzów: 1561 Sędzia: Boris Mandák, Mário Rudinský |

### Grupa B
| 13 stycznia 202220:30 | Węgry        | 28:31(10:13) | Holandia     | MVM Dome, Budapeszt Widzów: 20 022 Sędzia: Mirza Kurtagic, Mattias Wetterwik |
| 13 stycznia 202220:30 | Máté Lékai 8 | 28:31(10:13) | 11 Kay Smits | MVM Dome, Budapeszt Widzów: 20 022 Sędzia: Mirza Kurtagic, Mattias Wetterwik |
| 13 stycznia 202220:30 | 5× · 1×      | 28:31(10:13) | 5× · 1× · 1× | MVM Dome, Budapeszt Widzów: 20 022 Sędzia: Mirza Kurtagic, Mattias Wetterwik |

| 14 stycznia 202220:30 | Portugalia                    | 24:28(10:14) | Islandia              | MVM Dome, Budapeszt Widzów: 6205 Sędzia: Robert Schulze, Tobias Tönnies |
| 14 stycznia 202220:30 | Victor Iturriza 4 Rui Silva 4 | 24:28(10:14) | 5 Sigvaldi Guðjónsson | MVM Dome, Budapeszt Widzów: 6205 Sędzia: Robert Schulze, Tobias Tönnies |
| 14 stycznia 202220:30 | 4× · 2×                       | 24:28(10:14) | 4× · 1×               | MVM Dome, Budapeszt Widzów: 6205 Sędzia: Robert Schulze, Tobias Tönnies |

| 16 stycznia 202218:00 | Portugalia                                   | 30:31(15:14) | Węgry           | MVM Dome, Budapeszt Widzów: 20 022 Sędzia: Václav Horáček, Jiří Novotný |
| 16 stycznia 202218:00 | Miguel Martins 5 Rui Silva 5 António Areia 5 | 30:31(15:14) | 8 Dominik Máthé | MVM Dome, Budapeszt Widzów: 20 022 Sędzia: Václav Horáček, Jiří Novotný |
| 16 stycznia 202218:00 | 6× · 1×                                      | 30:31(15:14) | 6×              | MVM Dome, Budapeszt Widzów: 20 022 Sędzia: Václav Horáček, Jiří Novotný |

| 16 stycznia 202220:30 | Islandia              | 29:28(15:13) | Holandia     | MVM Dome, Budapeszt Widzów: 14 587 Sędzia: Radojko Brkic, Andrei Jusufhodzic |
| 16 stycznia 202220:30 | Sigvaldi Guðjónsson 8 | 29:28(15:13) | 13 Kay Smits | MVM Dome, Budapeszt Widzów: 14 587 Sędzia: Radojko Brkic, Andrei Jusufhodzic |
| 16 stycznia 202220:30 | 7× · 1×               | 29:28(15:13) | 6×           | MVM Dome, Budapeszt Widzów: 14 587 Sędzia: Radojko Brkic, Andrei Jusufhodzic |

| 18 stycznia 202218:00 | Islandia             | 31:30(17:17) | Węgry           | MVM Dome, Budapeszt Widzów: 20 022 Sędzia: Andreu Marín, Ignacio García |
| 18 stycznia 202218:00 | Bjarki Már Elísson 9 | 31:30(17:17) | 6 Bence Bánhidi | MVM Dome, Budapeszt Widzów: 20 022 Sędzia: Andreu Marín, Ignacio García |
| 18 stycznia 202218:00 | 5× · 1×              | 31:30(17:17) | 5× · 2× · 1×    | MVM Dome, Budapeszt Widzów: 20 022 Sędzia: Andreu Marín, Ignacio García |

| 18 stycznia 202220:30 | Holandia    | 32:31(17:13) | Portugalia        | MVM Dome, Budapeszt Widzów: 11 287 Sędzia: Lars Jørum, Håvard Kleven |
| 18 stycznia 202220:30 | Kay Smits 8 | 32:31(17:13) | 7 Victor Iturriza | MVM Dome, Budapeszt Widzów: 11 287 Sędzia: Lars Jørum, Håvard Kleven |
| 18 stycznia 202220:30 | 5× · 1×     | 32:31(17:13) | 7× · 1×           | MVM Dome, Budapeszt Widzów: 11 287 Sędzia: Lars Jørum, Håvard Kleven |

### Grupa C
| 13 stycznia 202218:00 | Serbia        | 31:23(17:11) | Ukraina         | Pick Aréna, Segedyn Widzów: 4658 Sędzia: Lars Jørum, Håvard Kleven |
| 13 stycznia 202218:00 | Lazar Kukić 7 | 31:23(17:11) | 6 Dmytro Horiha | Pick Aréna, Segedyn Widzów: 4658 Sędzia: Lars Jørum, Håvard Kleven |
| 13 stycznia 202218:00 | 3× · 1×       | 31:23(17:11) | 6× · 1×         | Pick Aréna, Segedyn Widzów: 4658 Sędzia: Lars Jørum, Håvard Kleven |

| 13 stycznia 202220:30 | Chorwacja    | 22:27(11:13) | Francja       | Pick Aréna, Segedyn Widzów: 5422 Sędzia: Václav Horáček, Jiří Novotný |
| 13 stycznia 202220:30 | Ivan Čupić 6 | 22:27(11:13) | 7 Hugo Descat | Pick Aréna, Segedyn Widzów: 5422 Sędzia: Václav Horáček, Jiří Novotný |
| 13 stycznia 202220:30 | 3× · 2× · 1× | 22:27(11:13) | 1× · 2×       | Pick Aréna, Segedyn Widzów: 5422 Sędzia: Václav Horáček, Jiří Novotný |

| 15 stycznia 202218:00 | Francja      | 36:23(17:11) | Ukraina         | Pick Aréna, Segedyn Widzów: 8143 Sędzia: Boris Mandák, Mário Rudinský |
| 15 stycznia 202218:00 | Dylan Nahi 5 | 36:23(17:11) | 7 Dmytro Horiha | Pick Aréna, Segedyn Widzów: 8143 Sędzia: Boris Mandák, Mário Rudinský |
| 15 stycznia 202218:00 | 4× · 1×      | 36:23(17:11) | 2× · 3× · 1×    | Pick Aréna, Segedyn Widzów: 8143 Sędzia: Boris Mandák, Mário Rudinský |

| 15 stycznia 202220:30 | Chorwacja                      | 23:20(11:9) | Serbia               | Pick Aréna, Segedyn Widzów: 8143 Sędzia: Robert Schulze, Tobias Tönnies |
| 15 stycznia 202220:30 | Ivan Čupić 6 Ivan Martinović 6 | 23:20(11:9) | 5 Bogdan Radivojević | Pick Aréna, Segedyn Widzów: 8143 Sędzia: Robert Schulze, Tobias Tönnies |
| 15 stycznia 202220:30 | 6× · 1×                        | 23:20(11:9) | 4× · 1×              | Pick Aréna, Segedyn Widzów: 8143 Sędzia: Robert Schulze, Tobias Tönnies |

| 17 stycznia 202218:00 | Ukraina            | 25:38(13:18) | Chorwacja                       | Pick Aréna, Segedyn Widzów: 4038 Sędzia: Bogdan Stark, Romeo Ștefan |
| 17 stycznia 202218:00 | Dmytro Artemenko 5 | 25:38(13:18) | 7 Ivan Martinović 7 Marin Šipić | Pick Aréna, Segedyn Widzów: 4038 Sędzia: Bogdan Stark, Romeo Ștefan |
| 17 stycznia 202218:00 | 5× · 1×            | 25:38(13:18) | 5× · 1×                         | Pick Aréna, Segedyn Widzów: 4038 Sędzia: Bogdan Stark, Romeo Ștefan |

| 17 stycznia 202220:30 | Francja       | 29:25(16:7) | Serbia               | Pick Aréna, Segedyn Widzów: 4038 Sędzia: Vaidas Mažeika, Mindaugas Gatelis |
| 17 stycznia 202220:30 | Kentin Mahé 6 | 29:25(16:7) | 7 Bogdan Radivojević | Pick Aréna, Segedyn Widzów: 4038 Sędzia: Vaidas Mažeika, Mindaugas Gatelis |
| 17 stycznia 202220:30 | 5× · 1×       | 29:25(16:7) | 4× · 2×              | Pick Aréna, Segedyn Widzów: 4038 Sędzia: Vaidas Mažeika, Mindaugas Gatelis |

### Grupa D
| 14 stycznia 202218:00 | Niemcy                         | 33:29(17:18) | Białoruś                              | Zimný štadión Ondreja Nepelu, Bratysława Widzów: 1271 Sędzia: Bojan Lah, David Sok |
| 14 stycznia 202218:00 | Kai Häfner 8 Marcel Schiller 8 | 33:29(17:18) | 7 Uładzisłau Kulesz 7 Mikita Wajłupau | Zimný štadión Ondreja Nepelu, Bratysława Widzów: 1271 Sędzia: Bojan Lah, David Sok |
| 14 stycznia 202218:00 | 1× · 4× · 1×                   | 33:29(17:18) | 1× · 4× · 1×                          | Zimný štadión Ondreja Nepelu, Bratysława Widzów: 1271 Sędzia: Bojan Lah, David Sok |

| 14 stycznia 202220:30 | Austria             | 31:36(14:17) | Polska             | Zimný štadión Ondreja Nepelu, Bratysława Widzów: 1530 Sędzia: Mads Hansen, Jesper Madsen |
| 14 stycznia 202220:30 | Sebastian Frimmel 8 | 31:36(14:17) | 9 Arkadiusz Moryto | Zimný štadión Ondreja Nepelu, Bratysława Widzów: 1530 Sędzia: Mads Hansen, Jesper Madsen |
| 14 stycznia 202220:30 | 5×                  | 31:36(14:17) | 2× · 1×            | Zimný štadión Ondreja Nepelu, Bratysława Widzów: 1530 Sędzia: Mads Hansen, Jesper Madsen |

| 16 stycznia 202218:00 | Niemcy           | 34:29(15:16) | Austria             | Zimný štadión Ondreja Nepelu, Bratysława Widzów: 1485 Sędzia: Matija Gubica, Boris Milošević |
| 16 stycznia 202218:00 | Timo Kastening 9 | 34:29(15:16) | 9 Sebastian Frimmel | Zimný štadión Ondreja Nepelu, Bratysława Widzów: 1485 Sędzia: Matija Gubica, Boris Milošević |
| 16 stycznia 202218:00 | 4×               | 34:29(15:16) | 4×                  | Zimný štadión Ondreja Nepelu, Bratysława Widzów: 1485 Sędzia: Matija Gubica, Boris Milošević |

| 16 stycznia 202220:30 | Białoruś          | 20:29(11:14) | Polska                 | Zimný štadión Ondreja Nepelu, Bratysława Widzów: 2500 Sędzia: Charlotte Bonaventura, Julie Bonaventura |
| 16 stycznia 202220:30 | Mikita Wajłupau 5 | 20:29(11:14) | 7 Przemysław Krajewski | Zimný štadión Ondreja Nepelu, Bratysława Widzów: 2500 Sędzia: Charlotte Bonaventura, Julie Bonaventura |
| 16 stycznia 202220:30 | 4× · 1×           | 20:29(11:14) | 1× · 1×                | Zimný štadión Ondreja Nepelu, Bratysława Widzów: 2500 Sędzia: Charlotte Bonaventura, Julie Bonaventura |

| 18 stycznia 202218:00 | Polska             | 23:30(12:15) | Niemcy               | Zimný štadión Ondreja Nepelu, Bratysława Widzów: 1076 Sędzia: Sławe Nikołow, Ǵorǵi Naczewski |
| 18 stycznia 202218:00 | Arkadiusz Moryto 8 | 23:30(12:15) | 9 Christoph Steinert | Zimný štadión Ondreja Nepelu, Bratysława Widzów: 1076 Sędzia: Sławe Nikołow, Ǵorǵi Naczewski |
| 18 stycznia 202218:00 | 5× · 1×            | 23:30(12:15) | 6× · 1×              | Zimný štadión Ondreja Nepelu, Bratysława Widzów: 1076 Sędzia: Sławe Nikołow, Ǵorǵi Naczewski |

| 18 stycznia 202220:30 | Białoruś          | 29:26(16:16) | Austria         | Zimný štadión Ondreja Nepelu, Bratysława Widzów: 835 Sędzia: Boris Mandák, Mário Rudinský |
| 18 stycznia 202220:30 | Mikita Wajłupau 8 | 29:26(16:16) | 7 Janko Božović | Zimný štadión Ondreja Nepelu, Bratysława Widzów: 835 Sędzia: Boris Mandák, Mário Rudinský |
| 18 stycznia 202220:30 | 2× · 1×           | 29:26(16:16) | 5× · 1×         | Zimný štadión Ondreja Nepelu, Bratysława Widzów: 835 Sędzia: Boris Mandák, Mário Rudinský |

### Grupa E
| 13 stycznia 202218:00 | Hiszpania          | 28:26(14:11) | Czechy         | Zimný štadión Ondreja Nepelu, Bratysława Widzów: 1173 Sędzia: Ivan Pavićević, Miloš Ražnatović |
| 13 stycznia 202218:00 | Eduardo Gurbindo 5 | 28:26(14:11) | 6 Jakub Hrstka | Zimný štadión Ondreja Nepelu, Bratysława Widzów: 1173 Sędzia: Ivan Pavićević, Miloš Ražnatović |
| 13 stycznia 202218:00 | 2× · 1×            | 28:26(14:11) | 7× · 2×        | Zimný štadión Ondreja Nepelu, Bratysława Widzów: 1173 Sędzia: Ivan Pavićević, Miloš Ražnatović |

| 13 stycznia 202220:30 | Szwecja        | 30:18(17:11) | Bośnia i Hercegowina | Zimný štadión Ondreja Nepelu, Bratysława Widzów: 1268 Sędzia: Ádám Bíró, Olivér Kiss |
| 13 stycznia 202220:30 | Hampus Wanne 6 | 30:18(17:11) | 4 Senjamin Burić     | Zimný štadión Ondreja Nepelu, Bratysława Widzów: 1268 Sędzia: Ádám Bíró, Olivér Kiss |
| 13 stycznia 202220:30 | 1×             | 30:18(17:11) | 4× · 1×              | Zimný štadión Ondreja Nepelu, Bratysława Widzów: 1268 Sędzia: Ádám Bíró, Olivér Kiss |

| 15 stycznia 202218:00 | Czechy        | 27:19(12:9) | Bośnia i Hercegowina | Zimný štadión Ondreja Nepelu, Bratysława Widzów: 1994 Sędzia: Charlotte Bonaventura, Julie Bonaventura |
| 15 stycznia 202218:00 | Matěj Klíma 8 | 27:19(12:9) | 5 Dino Hamidović     | Zimný štadión Ondreja Nepelu, Bratysława Widzów: 1994 Sędzia: Charlotte Bonaventura, Julie Bonaventura |
| 15 stycznia 202218:00 | 4× · 1×       | 27:19(12:9) | 5× · 1×              | Zimný štadión Ondreja Nepelu, Bratysława Widzów: 1994 Sędzia: Charlotte Bonaventura, Julie Bonaventura |

| 15 stycznia 202220:30 | Hiszpania               | 32:28(17:14) | Szwecja        | Zimný štadión Ondreja Nepelu, Bratysława Widzów: 2159 Sędzia: Arthur Brunner, Morad Salah |
| 15 stycznia 202220:30 | Ángel Fernández Pérez 8 | 32:28(17:14) | 8 Hampus Wanne | Zimný štadión Ondreja Nepelu, Bratysława Widzów: 2159 Sędzia: Arthur Brunner, Morad Salah |
| 15 stycznia 202220:30 | 4×                      | 32:28(17:14) | 3× · 1×        | Zimný štadión Ondreja Nepelu, Bratysława Widzów: 2159 Sędzia: Arthur Brunner, Morad Salah |

| 17 stycznia 202218:00 | Bośnia i Hercegowina | 24:28(14:12) | Hiszpania        | Zimný štadión Ondreja Nepelu, Bratysława Widzów: 1162 Sędzia: Bojan Lah, David Sok |
| 17 stycznia 202218:00 | Ivan Karačić 6       | 24:28(14:12) | 7 Agustín Casado | Zimný štadión Ondreja Nepelu, Bratysława Widzów: 1162 Sędzia: Bojan Lah, David Sok |
| 17 stycznia 202218:00 | 6×                   | 24:28(14:12) | 2× · 2×          | Zimný štadión Ondreja Nepelu, Bratysława Widzów: 1162 Sędzia: Bojan Lah, David Sok |

| 17 stycznia 202220:30 | Czechy                       | 27:27(11:12) | Szwecja                        | Zimný štadión Ondreja Nepelu, Bratysława Widzów: 1368 Sędzia: Matija Gubica, Boris Milošević |
| 17 stycznia 202220:30 | Tomáš Piroch 6 Tomáš Babák 6 | 27:27(11:12) | 5 Hampus Wanne 5 Lukas Sandell | Zimný štadión Ondreja Nepelu, Bratysława Widzów: 1368 Sędzia: Matija Gubica, Boris Milošević |
| 17 stycznia 202220:30 | 4× · 1×                      | 27:27(11:12) | 3× · 1×                        | Zimný štadión Ondreja Nepelu, Bratysława Widzów: 1368 Sędzia: Matija Gubica, Boris Milošević |

### Grupa F
| 13 stycznia 202218:00 | Rosja                | 29:27(14:9) | Litwa                 | Steel Aréna, Koszyce Widzów: 902 Sędzia: Jónas Elíasson, Anton Pálsson |
| 13 stycznia 202218:00 | Siergiej Kosorotow 9 | 29:27(14:9) | 5 Aidenas Malašinskas | Steel Aréna, Koszyce Widzów: 902 Sędzia: Jónas Elíasson, Anton Pálsson |
| 13 stycznia 202218:00 | 6× · 1×              | 29:27(14:9) | 3× · 1×               | Steel Aréna, Koszyce Widzów: 902 Sędzia: Jónas Elíasson, Anton Pálsson |

| 13 stycznia 202220:30 | Norwegia    | 35:25(15:11) | Słowacja      | Steel Aréna, Koszyce Widzów: 1568 Sędzia: Arthur Brunner, Morad Salah |
| 13 stycznia 202220:30 | Erik Toft 5 | 35:25(15:11) | 6 Tomáš Urban | Steel Aréna, Koszyce Widzów: 1568 Sędzia: Arthur Brunner, Morad Salah |
| 13 stycznia 202220:30 | 5× · 1×     | 35:25(15:11) | 2× · 1×       | Steel Aréna, Koszyce Widzów: 1568 Sędzia: Arthur Brunner, Morad Salah |

| 15 stycznia 202218:00 | Słowacja      | 31:26(15:8) | Litwa                 | Steel Aréna Koszyce Widzów: 1504 Sędzia: Sławe Nikołow, Ǵorǵi Naczewski |
| 15 stycznia 202218:00 | Tomáš Urban 7 | 31:26(15:8) | 8 Aidenas Malašinskas | Steel Aréna Koszyce Widzów: 1504 Sędzia: Sławe Nikołow, Ǵorǵi Naczewski |
| 15 stycznia 202218:00 | 7× · 1× · 1×  | 31:26(15:8) | 4×                    | Steel Aréna Koszyce Widzów: 1504 Sędzia: Sławe Nikołow, Ǵorǵi Naczewski |

| 15 stycznia 202220:30 | Norwegia             | 22:23(12:14) | Rosja              | Steel Aréna Koszyce Widzów: 1967 Sędzia: Ivan Pavićević, Miloš Ražnatović |
| 15 stycznia 202220:30 | Sebastian Barthold 7 | 22:23(12:14) | 7 Dmitrij Żytnikow | Steel Aréna Koszyce Widzów: 1967 Sędzia: Ivan Pavićević, Miloš Ražnatović |
| 15 stycznia 202220:30 | 4× · 3×              | 22:23(12:14) | 4× · 1×            | Steel Aréna Koszyce Widzów: 1967 Sędzia: Ivan Pavićević, Miloš Ražnatović |

| 17 stycznia 202218:00 | Słowacja       | 27:36(9:19) | Rosja                | Steel Aréna, Koszyce Widzów: 1290 Sędzia: Mads Hansen, Jesper Madsen |
| 17 stycznia 202218:00 | Jakub Prokop 8 | 27:36(9:19) | 7 Siergiej Kosorotow | Steel Aréna, Koszyce Widzów: 1290 Sędzia: Mads Hansen, Jesper Madsen |
| 17 stycznia 202218:00 | 4×             | 27:36(9:19) |                      | Steel Aréna, Koszyce Widzów: 1290 Sędzia: Mads Hansen, Jesper Madsen |

| 17 stycznia 202220:30 | Litwa                 | 29:35(16:18) | Norwegia                              | Steel Aréna, Koszyce Widzów: 1705 Sędzia: Ádám Bíró, Olivér Kiss |
| 17 stycznia 202220:30 | Aidenas Malašinskas 8 | 29:35(16:18) | 7 Sander Sagosen 7 Sebastian Barthold | Steel Aréna, Koszyce Widzów: 1705 Sędzia: Ádám Bíró, Olivér Kiss |
| 17 stycznia 202220:30 | 5×                    | 29:35(16:18) | 2×                                    | Steel Aréna, Koszyce Widzów: 1705 Sędzia: Ádám Bíró, Olivér Kiss |

## Faza zasadnicza

### Grupa I
| 20 stycznia 202215:30 | Czarnogóra                       | 32:26(15:9) | Chorwacja    | MVM Dome, Budapeszt Widzów: 5037 Sędzia: Lars Jørum, Håvard Kleven |
| 20 stycznia 202215:30 | Branko Vujović 7 Miloš Vujović 7 | 32:26(15:9) | 7 Ivan Čupić | MVM Dome, Budapeszt Widzów: 5037 Sędzia: Lars Jørum, Håvard Kleven |
| 20 stycznia 202215:30 | 6×                               | 32:26(15:9) | 3×           | MVM Dome, Budapeszt Widzów: 5037 Sędzia: Lars Jørum, Håvard Kleven |

| 20 stycznia 202218:00 | Francja         | 34:24(15:12) | Holandia                   | MVM Dome, Budapeszt Widzów: 5055 Sędzia: Robert Schulze, Tobias Tönnies |
| 20 stycznia 202218:00 | Aymeric Minne 8 | 34:24(15:12) | 4 Kay Smits 4 Dani Baijens | MVM Dome, Budapeszt Widzów: 5055 Sędzia: Robert Schulze, Tobias Tönnies |
| 20 stycznia 202218:00 | 6× · 1×         | 34:24(15:12) | 4× · 1×                    | MVM Dome, Budapeszt Widzów: 5055 Sędzia: Robert Schulze, Tobias Tönnies |

| 20 stycznia 202220:30 | Dania            | 28:24(17:14) | Islandia              | MVM Dome, Budapeszt Widzów: 5060 Sędzia: Mirza Kurtagic, Mattias Wetterwik |
| 20 stycznia 202220:30 | Mathias Gidsel 9 | 28:24(17:14) | 8 Ómar Ingi Magnússon | MVM Dome, Budapeszt Widzów: 5060 Sędzia: Mirza Kurtagic, Mattias Wetterwik |
| 20 stycznia 202220:30 | 4× · 1×          | 28:24(17:14) | 6× · 1×               | MVM Dome, Budapeszt Widzów: 5060 Sędzia: Mirza Kurtagic, Mattias Wetterwik |

| 22 stycznia 202215:30 | Czarnogóra                        | 30:34(16:18) | Holandia    | MVM Dome, Budapeszt Widzów: 11 360 Sędzia: Václav Horáček, Jiří Novotný |
| 22 stycznia 202215:30 | Radojica Čepić 6 Branko Vujović 6 | 30:34(16:18) | 9 Kay Smits | MVM Dome, Budapeszt Widzów: 11 360 Sędzia: Václav Horáček, Jiří Novotný |
| 22 stycznia 202215:30 | 3×                                | 30:34(16:18) | 5×          | MVM Dome, Budapeszt Widzów: 11 360 Sędzia: Václav Horáček, Jiří Novotný |

| 22 stycznia 202218:00 | Francja                                         | 21:29(10:17) | Islandia               | MVM Dome, Budapeszt Widzów: 11 394 Sędzia: Sławe Nikołow, Ǵorǵi Naczewski |
| 22 stycznia 202218:00 | Aymeric Minne 5 Nicolas Tournat 5 Hugo Descat 5 | 21:29(10:17) | 10 Ómar Ingi Magnússon | MVM Dome, Budapeszt Widzów: 11 394 Sędzia: Sławe Nikołow, Ǵorǵi Naczewski |
| 22 stycznia 202218:00 | 4× · 1×                                         | 21:29(10:17) | 3× · 1×                | MVM Dome, Budapeszt Widzów: 11 394 Sędzia: Sławe Nikołow, Ǵorǵi Naczewski |

| 22 stycznia 202220:30 | Dania           | 27:25(12:11) | Chorwacja      | MVM Dome, Budapeszt Widzów: 11 412 Sędzia: Andreu Marín, Ignacio García |
| 22 stycznia 202220:30 | Mikkel Hansen 8 | 27:25(12:11) | 8 Marino Marić | MVM Dome, Budapeszt Widzów: 11 412 Sędzia: Andreu Marín, Ignacio García |
| 22 stycznia 202220:30 | 1×              | 27:25(12:11) | 4× · 2×        | MVM Dome, Budapeszt Widzów: 11 412 Sędzia: Andreu Marín, Ignacio García |

| 24 stycznia 202215:30 | Islandia           | 22:23(12:10) | Chorwacja   | MVM Dome, Budapeszt Widzów: 4522 Sędzia: Robert Schulze, Tobias Tönnies |
| 24 stycznia 202215:30 | Orri Thorkelsson 6 | 22:23(12:10) | 6 Tin Lučin | MVM Dome, Budapeszt Widzów: 4522 Sędzia: Robert Schulze, Tobias Tönnies |
| 24 stycznia 202215:30 | 2× · 1×            | 22:23(12:10) | 3× · 1×     | MVM Dome, Budapeszt Widzów: 4522 Sędzia: Robert Schulze, Tobias Tönnies |

| 24 stycznia 202218:00 | Dania            | 35:23(21:12) | Holandia       | MVM Dome, Budapeszt Widzów: 4557 Sędzia: Sławe Nikołow, Ǵorǵi Naczewski |
| 24 stycznia 202218:00 | Mathias Gidsel 9 | 35:23(21:12) | 6 Dani Baijens | MVM Dome, Budapeszt Widzów: 4557 Sędzia: Sławe Nikołow, Ǵorǵi Naczewski |
| 24 stycznia 202218:00 | 1× · 1×          | 35:23(21:12) | 3×             | MVM Dome, Budapeszt Widzów: 4557 Sędzia: Sławe Nikołow, Ǵorǵi Naczewski |

| 24 stycznia 202220:30 | Czarnogóra      | 27:36(12:16) | Francja      | MVM Dome, Budapeszt Widzów: 4582 Sędzia: Mirza Kurtagic, Mattias Wetterwik |
| 24 stycznia 202220:30 | Miloš Vujović 7 | 27:36(12:16) | 7 Dika Mem   | MVM Dome, Budapeszt Widzów: 4582 Sędzia: Mirza Kurtagic, Mattias Wetterwik |
| 24 stycznia 202220:30 | 1× · 1×         | 27:36(12:16) | 3× · 1× · 1× | MVM Dome, Budapeszt Widzów: 4582 Sędzia: Mirza Kurtagic, Mattias Wetterwik |

| 26 stycznia 202215:30 | Czarnogóra       | 24:34(8:17) | Islandia               | MVM Dome, Budapeszt Widzów: 5200 Sędzia: Andreu Marín, Ignacio García |
| 26 stycznia 202215:30 | Miloš Vujović 11 | 24:34(8:17) | 11 Ómar Ingi Magnússon | MVM Dome, Budapeszt Widzów: 5200 Sędzia: Andreu Marín, Ignacio García |
| 26 stycznia 202215:30 | 4×               | 24:34(8:17) | 2× · 1×                | MVM Dome, Budapeszt Widzów: 5200 Sędzia: Andreu Marín, Ignacio García |

| 26 stycznia 202218:00 | Holandia     | 28:28(15:13) | Chorwacja          | MVM Dome, Budapeszt Widzów: 5275 Sędzia: Mirza Kurtagic, Mattias Wetterwik |
| 26 stycznia 202218:00 | Luc Steins 6 | 28:28(15:13) | 12 Ivan Martinović | MVM Dome, Budapeszt Widzów: 5275 Sędzia: Mirza Kurtagic, Mattias Wetterwik |
| 26 stycznia 202218:00 | 3×           | 28:28(15:13) | 2× · 1× · 1×       | MVM Dome, Budapeszt Widzów: 5275 Sędzia: Mirza Kurtagic, Mattias Wetterwik |

| 26 stycznia 202220:30 | Dania                | 29:30(17:12) | Francja                  | MVM Dome, Budapeszt Widzów: 5315 Sędzia: Václav Horáček, Jiří Novotný |
| 26 stycznia 202220:30 | Niclas Kirkeløkke 10 | 29:30(17:12) | 8 Dika Mem 8 Hugo Descat | MVM Dome, Budapeszt Widzów: 5315 Sędzia: Václav Horáček, Jiří Novotný |
| 26 stycznia 202220:30 | 3×                   | 29:30(17:12) | 3× · 1×                  | MVM Dome, Budapeszt Widzów: 5315 Sędzia: Václav Horáček, Jiří Novotný |

### Grupa II
| 20 stycznia 202215:30 | Rosja                | 23:29(13:16) | Szwecja        | Zimný štadión Ondreja Nepelu, Bratysława Widzów: 1667 Sędzia: Bojan Lah, David Sok |
| 20 stycznia 202215:30 | Aleksandr Jermakow 5 | 23:29(13:16) | 9 Hampus Wanne | Zimný štadión Ondreja Nepelu, Bratysława Widzów: 1667 Sędzia: Bojan Lah, David Sok |
| 20 stycznia 202215:30 | 3× · 1×              | 23:29(13:16) | 1×             | Zimný štadión Ondreja Nepelu, Bratysława Widzów: 1667 Sędzia: Bojan Lah, David Sok |

| 20 stycznia 202218:00 | Niemcy                            | 23:29(12:14) | Hiszpania       | Zimný štadión Ondreja Nepelu, Bratysława Widzów: 1683 Sędzia: Charlotte Bonaventura, Julie Bonaventura |
| 20 stycznia 202218:00 | Johannes Golla 4 Patrick Zieker 4 | 23:29(12:14) | 6 Jorge Maqueda | Zimný štadión Ondreja Nepelu, Bratysława Widzów: 1683 Sędzia: Charlotte Bonaventura, Julie Bonaventura |
| 20 stycznia 202218:00 | 1×                                | 23:29(12:14) |                 | Zimný štadión Ondreja Nepelu, Bratysława Widzów: 1683 Sędzia: Charlotte Bonaventura, Julie Bonaventura |

| 20 stycznia 202220:30 | Polska              | 31:42(15:21) | Norwegia              | Zimný štadión Ondreja Nepelu, Bratysława Widzów: 1682 Sędzia: Arthur Brunner, Morad Salah |
| 20 stycznia 202220:30 | Arkadiusz Moryto 10 | 31:42(15:21) | 10 Sebastian Barthold | Zimný štadión Ondreja Nepelu, Bratysława Widzów: 1682 Sędzia: Arthur Brunner, Morad Salah |
| 20 stycznia 202220:30 | 3× · 1×             | 31:42(15:21) | 6× · 1×               | Zimný štadión Ondreja Nepelu, Bratysława Widzów: 1682 Sędzia: Arthur Brunner, Morad Salah |

| 21 stycznia 202215:30 | Rosja              | 25:26(11:12) | Hiszpania        | Zimný štadión Ondreja Nepelu, Bratysława Widzów: 2021 Sędzia: Mads Hansen, Jesper Madsen |
| 21 stycznia 202215:30 | Dmitrij Santałow 6 | 25:26(11:12) | 7 Agustín Casado | Zimný štadión Ondreja Nepelu, Bratysława Widzów: 2021 Sędzia: Mads Hansen, Jesper Madsen |
| 21 stycznia 202215:30 | 1×                 | 25:26(11:12) |                  | Zimný štadión Ondreja Nepelu, Bratysława Widzów: 2021 Sędzia: Mads Hansen, Jesper Madsen |

| 21 stycznia 202218:00 | Polska                                    | 18:28(6:14) | Szwecja                                              | Zimný štadión Ondreja Nepelu, Bratysława Widzów: 2021 Sędzia: Ivan Pavićević, Miloš Ražnatović |
| 21 stycznia 202218:00 | Arkadiusz Moryto 5 Przemysław Krajewski 5 | 18:28(6:14) | 4 Emil Mellegard 4 Hampus Wanne 4 Fredric Pettersson | Zimný štadión Ondreja Nepelu, Bratysława Widzów: 2021 Sędzia: Ivan Pavićević, Miloš Ražnatović |
| 21 stycznia 202218:00 | 3×                                        | 18:28(6:14) | 2× · 1×                                              | Zimný štadión Ondreja Nepelu, Bratysława Widzów: 2021 Sędzia: Ivan Pavićević, Miloš Ražnatović |

| 21 stycznia 202220:30 | Niemcy           | 23:28(12:14) | Norwegia                 | Zimný štadión Ondreja Nepelu, Bratysława Widzów: 2021 Sędzia: Bojan Lah, David Sok |
| 21 stycznia 202220:30 | Johannes Golla 4 | 23:28(12:14) | 7 Erik Thorsteinsen Toft | Zimný štadión Ondreja Nepelu, Bratysława Widzów: 2021 Sędzia: Bojan Lah, David Sok |
| 21 stycznia 202220:30 | 2× · 1×          | 23:28(12:14) | 3×                       | Zimný štadión Ondreja Nepelu, Bratysława Widzów: 2021 Sędzia: Bojan Lah, David Sok |

| 23 stycznia 202215:30 | Polska         | 29:29(13:12) | Rosja                | Zimný štadión Ondreja Nepelu, Bratysława Widzów: 1984 Sędzia: Charlotte Bonaventura, Julie Bonaventura |
| 23 stycznia 202215:30 | Szymon Sićko 8 | 29:29(13:12) | 8 Siergiej Kosorotow | Zimný štadión Ondreja Nepelu, Bratysława Widzów: 1984 Sędzia: Charlotte Bonaventura, Julie Bonaventura |
| 23 stycznia 202215:30 | 5× · 1×        | 29:29(13:12) | 5× · 1× · 1×         | Zimný štadión Ondreja Nepelu, Bratysława Widzów: 1984 Sędzia: Charlotte Bonaventura, Julie Bonaventura |

| 23 stycznia 202218:00 | Niemcy          | 21:25(10:12) | Szwecja        | Zimný štadión Ondreja Nepelu, Bratysława Widzów: 1992 Sędzia: Arthur Brunner, Morad Salah |
| 23 stycznia 202218:00 | Julian Köster 4 | 21:25(10:12) | 6 Hampus Wanne | Zimný štadión Ondreja Nepelu, Bratysława Widzów: 1992 Sędzia: Arthur Brunner, Morad Salah |
| 23 stycznia 202218:00 | 2×              | 21:25(10:12) | 2×             | Zimný štadión Ondreja Nepelu, Bratysława Widzów: 1992 Sędzia: Arthur Brunner, Morad Salah |

| 23 stycznia 202220:30 | Hiszpania       | 23:27(11:14) | Norwegia             | Zimný štadión Ondreja Nepelu, Bratysława Widzów: 1992 Sędzia: Ivan Pavićević, Miloš Ražnatović |
| 23 stycznia 202220:30 | Jorge Maqueda 6 | 23:27(11:14) | 6 Sebastian Barthold | Zimný štadión Ondreja Nepelu, Bratysława Widzów: 1992 Sędzia: Ivan Pavićević, Miloš Ražnatović |
| 23 stycznia 202220:30 | 2×              | 23:27(11:14) | 6× · 1×              | Zimný štadión Ondreja Nepelu, Bratysława Widzów: 1992 Sędzia: Ivan Pavićević, Miloš Ražnatović |

| 25 stycznia 202215:30 | Polska             | 27:28(13:14) | Hiszpania                      | Zimný štadión Ondreja Nepelu, Bratysława Widzów: 1432 Sędzia: Bojan Lah, David Sok |
| 25 stycznia 202215:30 | Arkadiusz Moryto 6 | 27:28(13:14) | 4 Agustín Casado 4 Ferran Sole | Zimný štadión Ondreja Nepelu, Bratysława Widzów: 1432 Sędzia: Bojan Lah, David Sok |
| 25 stycznia 202215:30 | 1× · 2×            | 27:28(13:14) | 1×                             | Zimný štadión Ondreja Nepelu, Bratysława Widzów: 1432 Sędzia: Bojan Lah, David Sok |

| 25 stycznia 202218:00 | Niemcy           | 30:29(16:12) | Rosja                | Zimný štadión Ondreja Nepelu, Bratysława Widzów: 1443 Sędzia: Ivan Pavićević, Miloš Ražnatović |
| 25 stycznia 202218:00 | Johannes Golla 6 | 30:29(16:12) | 8 Siergiej Kosorotow | Zimný štadión Ondreja Nepelu, Bratysława Widzów: 1443 Sędzia: Ivan Pavićević, Miloš Ražnatović |
| 25 stycznia 202218:00 | 2× · 1×          | 30:29(16:12) | 3×                   | Zimný štadión Ondreja Nepelu, Bratysława Widzów: 1443 Sędzia: Ivan Pavićević, Miloš Ražnatović |

| 25 stycznia 202220:30 | Szwecja          | 24:23(9:14) | Norwegia          | Zimný štadión Ondreja Nepelu, Bratysława Widzów: 1448 Sędzia: Mads Hansen, Jesper Madsen |
| 25 stycznia 202220:30 | Valter Chrintz 6 | 24:23(9:14) | 6 Harald Reinkind | Zimný štadión Ondreja Nepelu, Bratysława Widzów: 1448 Sędzia: Mads Hansen, Jesper Madsen |
| 25 stycznia 202220:30 | 3×               | 24:23(9:14) | 4×                | Zimný štadión Ondreja Nepelu, Bratysława Widzów: 1448 Sędzia: Mads Hansen, Jesper Madsen |

## Faza pucharowa

### Mecz o 5. miejsce
| 28 stycznia 202215:30 | Islandia               | 33:34 (pd.)(12:16, 27:27) | Norwegia         | MVM Dome, Budapeszt Widzów: 7165 Sędzia: Andreu Marín, Ignacio García |
| 28 stycznia 202215:30 | Ómar Ingi Magnússon 10 | 33:34 (pd.)(12:16, 27:27) | 8 Sander Sagosen | MVM Dome, Budapeszt Widzów: 7165 Sędzia: Andreu Marín, Ignacio García |
| 28 stycznia 202215:30 | 4× · 2×                | 33:34 (pd.)(12:16, 27:27) | 4× · 1×          | MVM Dome, Budapeszt Widzów: 7165 Sędzia: Andreu Marín, Ignacio García |

### Mecz o miejsca 1–4

#### Półfinały
| 28 stycznia 202218:00 | Hiszpania      | 29:25(13:14) | Dania           | MVM Dome, Budapeszt Widzów: 7286 Sędzia: Sławe Nikołow, Ǵorǵi Naczewski |
| 28 stycznia 202218:00 | Aleix Gómez 11 | 29:25(13:14) | 8 Mikkel Hansen | MVM Dome, Budapeszt Widzów: 7286 Sędzia: Sławe Nikołow, Ǵorǵi Naczewski |
| 28 stycznia 202218:00 | 4× · 1×        | 29:25(13:14) | 3× · 1×         | MVM Dome, Budapeszt Widzów: 7286 Sędzia: Sławe Nikołow, Ǵorǵi Naczewski |

| 28 stycznia 202220:30 | Francja                       | 33:34(14:17) | Szwecja            | MVM Dome, Budapeszt Widzów: 7306 Sędzia: Bojan Lah, David Sok |
| 28 stycznia 202220:30 | Aymeric Minne 8 Hugo Descat 8 | 33:34(14:17) | 9 Jim Gottfridsson | MVM Dome, Budapeszt Widzów: 7306 Sędzia: Bojan Lah, David Sok |
| 28 stycznia 202220:30 | 3× · 1× · 1×                  | 33:34(14:17) | 4× · 1×            | MVM Dome, Budapeszt Widzów: 7306 Sędzia: Bojan Lah, David Sok |

#### Mecz o 3. miejsce
| 30 stycznia 202215:30 | Dania         | 35:32 (pd.)(13:14, 29:29) | Francja       | MVM Dome, Budapeszt Widzów: 10 021 Sędzia: Václav Horáček, Jiří Novotný |
| 30 stycznia 202215:30 | Kentin Mahe 8 | 35:32 (pd.)(13:14, 29:29) | 10 Jacob Holm | MVM Dome, Budapeszt Widzów: 10 021 Sędzia: Václav Horáček, Jiří Novotný |
| 30 stycznia 202215:30 | 4× · 1×       | 35:32 (pd.)(13:14, 29:29) | 2×            | MVM Dome, Budapeszt Widzów: 10 021 Sędzia: Václav Horáček, Jiří Novotný |

#### Finał
| 30 stycznia 202218:15 | Szwecja                            | 27:26(12:13) | Hiszpania                      | MVM Dome, Budapeszt Widzów: 14 238 Sędzia: Robert Schulze, Tobias Tönnies |
| 30 stycznia 202218:15 | Niclas Ekberg 5 Oscar Bergendahl 5 | 27:26(12:13) | 6 Adrià Figueras 6 Aleix Gómez | MVM Dome, Budapeszt Widzów: 14 238 Sędzia: Robert Schulze, Tobias Tönnies |
| 30 stycznia 202218:15 | 3× · 2×                            | 27:26(12:13) | 4×                             | MVM Dome, Budapeszt Widzów: 14 238 Sędzia: Robert Schulze, Tobias Tönnies |

## Klasyfikacja końcowa
| Miejsce | Reprezentacja        | Charakterystyki | Uwagi                    |
| ------- | -------------------- | --------------- | ------------------------ |
| złoto   | Szwecja              |                 | awans: ME 2024           |
| srebro  | Hiszpania            |                 | awans: MŚ 2023 i ME 2024 |
| brąz    | Dania                |                 | awans: ME 2024           |
| 4.      | Francja              |                 | awans: MŚ 2023           |
| 5.      | Norwegia             |                 | awans: MŚ 2023           |
| 6.      | Islandia             |                 | –                        |
| 7.      | Niemcy               |                 | –                        |
| 8.      | Chorwacja            |                 | –                        |
| 9.      | Rosja                |                 | –                        |
| 10.     | Holandia             |                 | –                        |
| 11.     | Czarnogóra           |                 | –                        |
| 12.     | Polska               |                 | –                        |
| 13.     | Czechy               |                 | –                        |
| 14.     | Serbia               |                 | –                        |
| 15.     | Węgry                |                 | –                        |
| 16.     | Słowenia             |                 | –                        |
| 17.     | Białoruś             |                 | –                        |
| 18.     | Słowacja             |                 | –                        |
| 19.     | Portugalia           |                 | –                        |
| 20.     | Austria              |                 | –                        |
| 21.     | Litwa                |                 | –                        |
| 22.     | Macedonia Północna   |                 | –                        |
| 23.     | Bośnia i Hercegowina |                 | –                        |
| 24.     | Ukraina              |                 | –                        |

## Nagrody indywidualne
Do nagród indywidualnych nominowano po sześciu zawodników w każdej kategorii, a otrzymali je:
| MVP              | Najlepszy bramkarz        | Najlepszy lewoskrzydłowy | Najlepszy lewy rozgrywający | Najlepszy środkowy rozgrywający | Najlepszy prawy rozgrywający | Najlepszy prawoskrzydłowy | Najlepszy obrotowy | Najlepszy obrońca |
| ---------------- | ------------------------- | ------------------------ | --------------------------- | ------------------------------- | ---------------------------- | ------------------------- | ------------------ | ----------------- |
| Jim Gottfridsson | Viktor Gísli Hallgrímsson | Miloš Vujović            | Mikkel Hansen               | Luc Steins                      | Mathias Gidsel               | Aleix Gómez               | Johannes Golla     | Oscar Bergendahl  |